# ويليام جي. بويكن
ويليام جي. بويكن (بالإنجليزية: William G. Boykin)‏ هو عسكري أمريكي، ولد في 19 أبريل 1948 في نيوبيرن في الولايات المتحدة.

## وصلات خارجية
- ويليام جي. بويكن على موقع إن إن دي بي (الإنجليزية)